# Thomas Harris (homme politique britanno-colombien)
Pour les articles homonymes, voir Thomas Harris (homonymie) et Harris.
Thomas Harris (c. 1817-29 novembre 1884) est un homme politique canadien de la Colombie-Britannique. Il est maire de la ville de Victoria en 1862 à 1865.

## Biographie
Né à Almeley dans le Herefordshire, Harris quitte Liverpool avec sa conjointe et son beau-fils, Robert Dickinson, pour se rendre en Californie et ensuite à Victoria dans la colonie de l'Île de Vancouver en 1858. Alors que survient la ruée vers l'or de Cariboo, il opère un abattoir et devient boucher peu après, ce qui lui permet de faire fortune.
Homme jovial ayant une opinion sur tout, il s'avère un potentiel candidat lors de l'élection à la suite de l'incorporation de Victoria en municipalité en 1862. Il demeure en fonction deux autres mandats jusqu'en 1865.
En 1873, il est nommé sergent d'armes de l'Assemblée législative de la Colombie-Britannique, ainsi que shérif en chef de l'île de Vancouver en 1876.
Harris meurt en novembre 1884 à l'âge de 67 ans et est inhumé au cimetière Ross Bay de Victoria.
Le quartier de Harris Green de Victoria est nommé en son honneur.
Son beau-fils, Robert Dickinson, sert également comme boucher et maire, mais à New Westminster.